# Los Angeles Galaxy
Los Angeles Galaxy nebo L.A. Galaxy, je americký profesionální fotbalový klub se sídlem ve městě Carson ve státě Kalifornie. Klub hraje v nejvyšší americké soutěži Major League Soccer (MLS). V roce 1995 se stal klub jedním z deseti držitelů licencí hrát v nejvyšší soutěži MLS. Jméno "Galaxy" odkazuje na Los Angeles (Carson leží v Los Angeles County), jež je domovem Hollywoodu centrem filmových hvězd neboli "movie stars".
Klub vyhrál nejvyšší Major League Soccer pětkrát (2002, 2005, 2011, 2012, 2014) a pohár US Open Cup dvakrát (2001, 2005). Los Angeles Galaxy hraje všechny domácí zápasy na stadionu StubHub Center na předměstí města Carson, který sdílejí se svým největším ligovým soupeřem - CD Chivas USA.
V lednu 2007 do klubu přišla anglická fotbalová superstar David Beckham. Beckham se po příchodu stal kapitánem mužstva. Začátkem roku 2009 odešel Beckham na hostování do AC Milan. Koncem ledna 2013 přestoupil do francouzského Paris Saint-Germain, kde později ukončil kariéru. Mezi další známé hráče patří Robbie Keane. V létě 2015 do týmu přišla i hvězda Liverpoolu Steven Gerrard, ten ale v roce 2016 ukončil kariéru. Mimo jiné zde působil i bývalý kapitán americké reprezentace Landon Donovan.
V březnu 2017 švédský Fotbalový útočník Zlatan Ibrahimović opustil Old Trafford a připojil se k týmu jako náhrada za Gyasiho Zardese.
Od listopadu 2007 zde působil jako hlavní trenér bývalý nizozemský reprezentant Ruud Gullit. V srpnu 2008 však rezignoval, kvůli neshodám se hráči.

## Historie

### Roky 1996–2000
LA Galaxy je jedním z deseti zakládajících týmů v Major League Soccer. Jméno "Galaxy" pochází z Los Angeles, kde sídlí "hvězdy" Hollywoodu. Tým začal soutěžit v první sezóně tehdejší nové ligy, která se konala v roce 1996. V úvodní sezóně Los Angeles skončilo nejprve na západní konferenci a bylo jedním ze dvou týmů, které byly v prvním MLS Cupu. Galaxie skončila ve finále, kde prohrála s D.C. United. V sezóně v roce 1997 se po osmi zápasech umístili 1-7., ale po zbytek sezóny byli 15-9. Galaxie skončila druhá na své konferenci tím, že prohrála s Dallas Burn. V roce 1998 skončila 24. a 8.. Galaxie porazila Dallas Burn, 9-3 na agregátu. Ztratili v semifinále Chicago Fire, 2-1 na agregátu. Galaxie opět skončila nejprve na západní konferenci v roce 1999, s konečným rekordem 20-12, s vítězstvím v poháru CONCACAF Champions Cupu, ale opět prohráli s D.C. United 2-0. V sezóně 2000 se Galaxy stala druhou v západní divizi 14-10-8. Navzdory tomu prohráli s Kansas City Wizards po agregátu. Rok 2001 byl dalším úspěšným rokem v Los Angeles, vyhráli Open Cup a zaznamenali 1000 bodů(za všechny sezóny) a Cobi Jones zaznamenal 300. gól, opět ale ztroskotali tím, že byli poraženi Landonem Donovanem a zemětřesením v San Jose. Klub se poprvé umístil na západní konferenci s rekordem 16-9-3, po páté byl první.

## Úspěchy
- 5× MLS Cup: (2002, 2005, 2011, 2012, 2014)
- 4× MLS Supporters' Shield: (1998, 2005, 2010, 2011)
- 2× US Open Cup: (2001, 2005)
- 1× vítěz Liga mistrů CONCACAF: (2000)